# 해평 길씨
해평 길씨(海平吉氏)는 경상북도 구미시 해평면을 본관으로 하는 한국의 성씨이다.

## 역사
《해평길씨세보(海平吉氏世譜)》에 따르면, 시조는 송나라에서 동래한 8학사의 한 명인 길당(吉唐)이라고 한다. 길당은 고려 문종 조에 은청광록대부(銀靑光祿大夫) 참지정당문학(參知政堂文學)에 오르고, 해평백(海平伯)에 봉해져서 해평(海平)으로 관적(貫籍)하게 되었다고 한다. 그러나 선계가 불명확하여 고려 후기에 성균관생원(成均館生員)을 지낸 길시우(吉時遇)를 1세조로 하여 세계를 이어 오고 있다.
길시우의 증손인 야은(冶隱) 길재(吉再)가 1386년(고려 우왕 12년) 문과에 급제한 후 성균관박사(成均館博士), 문하주서(門下注書) 등을 지냈고, 조선 사림 학맥의 근원이 된다.

4세손 길재(吉再)

## 인물
- 길재(吉再, 1353년 ~ 1419년) : 아버지는 지금주사(知錦州事) 원진(元進)이고, 어머니는 판도판서(版圖判書)에 추증된 김희적(金希迪)의 딸이다. 이색·정몽주와 함께 고려의 삼은(三隱)으로 불린다. 1374년 생원시에 합격하고, 1383년(우왕 9) 사마감시(司馬監試), 1386년 진사시에 급제하여 1387년 성균학정(成均學正)이 되고, 이듬해 순유박사(諄諭博士)를 거쳐 성균박사(成均博士)로 승진되었다. 당시 공직에 있을 때에는 태학(太學)의 생도들이, 집에서는 양반자제들이 모두 그에게 모여들어 배우기를 청하였다. 1389년(창왕 1) 문하주서(門下注書)가 되었으나, 벼슬을 버리고 고향인 선산으로 돌아왔다. 1391년(공양왕 3) 계림부(鷄林府)와 안변(安邊) 등의 교수(敎授)로 임명되었으나 모두 부임하지 않았으며, 우왕의 부고를 듣고 채과(菜果)와 혜장(醯醬) 따위를 먹지 않고 3년상을 행하였다. 1400년(정종 2) 세자 방원이 그를 불러 봉상박사(奉常博士)에 임명했으나 글을 올려 두 왕을 섬기지 않는다는 뜻을 펴니, 그 절의를 갸륵하게 여겨 예를 다해 대접해 보내주고 세금과 부역을 면제해 주었다. 1403년(태종 3) 군사 이양(李楊)이 그가 사는 곳이 외지고 농토가 척박해 살기에 마땅하지 못하다 하여 오동동의 전원(田園)으로 옮겨 풍부한 생활을 누리도록 하였다. 그러나 그는 소용에 필요한 만큼만 남겨두고 나머지는 모두 돌려보냈다. 그를 흠모하는 학자들이 사방에서 모여들어 항상 그들과 경전을 토론하고 성리학을 강해(講解)하였으며, 오직 도학(道學)을 밝히고 이단(異端)을 물리치는 것으로 일을 삼으며 후학의 교육에만 힘썼다. 그의 문하에서는 김숙자(金叔滋) 등 많은 학자가 배출되어, 김종직(金宗直)·김굉필(金宏弼)·정여창(鄭汝昌)·조광조(趙光祖)로 그 학통이 이어졌다. 저서로는 《야은집》이 전해지고 있다.
- 길사순(吉師舜) : 길재의 아들로서 1441년(세종 23년) 경주 판관(慶州判官)에 제수되었다.
- 길겸(吉謙) : 길재의 6대손. 1546년(명종 1) 생원이 되었고, 1548(명종 3) 문과에 급제하여 병조정랑, 청홍도평사, 당진현감, 도총관 등을 지냈다.
- 길회(吉誨, 1549년 ~ 1593년) : 1570년(선조 3) 생원시에 합격하고, 1577년 알성문과에 병과로 급제하여 예문관검열, 신창현감(新昌縣監)을 지냈다. 1592년 병조정랑으로서 임진왜란을 맞아 선조를 호종하여 영변에 갔다가 어가(御駕)가 의주로 향하자 세자를 호종하였다. 그해 지평이 되고 이듬해 승문원교리, 헌납, 직강 등을 역임하였으며, 사헌부 장령 등 청요직(淸要職)을 역임하였다. 사후 1603년 원종공신(原從功臣) 1등에 추록되었다.
- 길인화(吉仁和) : 생원시에 합격하여 제용감봉사·상서원직장·사축서별제, 통례원인의(通禮院引儀)를 역임하고, 동지중추에 올랐다.

## 항렬자
| 22세     | 23세   | 24세     | 25세   | 26세     | 27세   | 28세     | 29세   | 30세     | 31세   | 32세     | 33세   | 34세     | 35세   | 36세     | 37세   | 38세     |
| -------- | ------ | -------- | ------ | -------- | ------ | -------- | ------ | -------- | ------ | -------- | ------ | -------- | ------ | -------- | ------ | -------- |
| 口식(植) | 병(炳) | 口배(培) | 종(鍾) | 口순(淳) | 상(相) | 口열(烈) | 재(在) | 口현(鉉) | 원(源) | 口림(林) | 형(炯) | 口규(奎) | 호(鎬) | 口식(湜) | 근(根) | 口환(煥) |

## 과거 급제자
해평 길씨는 조선시대 문과 급제자 6명, 무과 급제자 14명을 배출하였다.
고려 문과
길재(吉再)
고려 사마
길재(吉再) 길재(吉再)
문과
길겸(吉謙) 길경조(吉景祖) 길이원(吉履元) 길진국(吉鎭國) 길현범(吉顯範) 길회(吉誨)
무과
길기해(吉起海) 길명래(吉命來) 길봉기(吉鳳基) 길상의(吉尙義) 길서(吉瑞) 길세방(吉世芳) 길영정(吉永貞) 길은춘(吉殷春) 길의척(吉義倜) 길의현(吉義賢) 길치덕(吉致德) 길필형(吉弼亨) 길형(吉逈) 길흥방(吉興芳)
생원시
길남(吉諵) 길면지(吉勉之) 길숙(吉璹) 길이형(吉履亨) 길인화(吉仁和) 길진기(吉鎭基) 길찬(吉讚) 길회(吉誨) 길휘조(吉徽祖)
진사시
길난상(吉鸞祥) 길성천(吉星天) 길원모(吉元模) 길준렬(吉俊𤍅) 길흥범(吉興範)
음관
길이원(吉履元) 길진국(吉鎭國) 길진오(吉鎭五) 길현범(吉顯範)

## 집성촌
- 경기도 여주시
- 경기도 파주시 교하읍 송촌리
- 강원도 화천군 화천읍, 간동면, 하남면
- 강원도 춘천시
- 평안북도 선천군
- 평안북도 영변군
- 평안북도 태천군
- 평안남도 맹산군
- 충청남도 금산군 부리면
- 경상남도 사천시
- 경상남도 하동군
- 경상남도 함양군
- 경상남도 거창군
- 전라북도 정읍시
- 전라북도 고창군 흥덕면
- 전라북도 무주군
- 전라남도 장성군
- 전라남도 순천시
- 전라남도 구례군
- 전라남도 장성군

## 인구
- 1985년 해평 길씨 (5,450가구 23,059명) + 선산 길씨 (1,477가구 5,913명) = 28,972명
- 2000년 해평 길씨 (6,563가구 20,338명) + 선산 길씨 (2,004가구 6,384명) = 26,722명
- 2015년 해평 길씨 22,187명 + 선산 길씨 13,636명 = 35,823명